# مغالطه

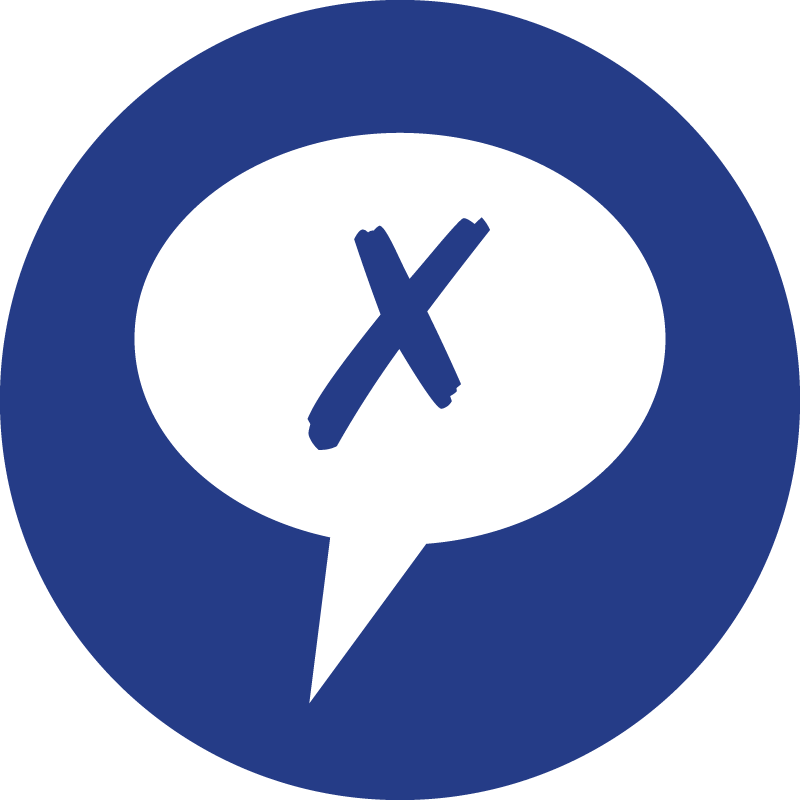
مغالطه

مُغالِطِه یا مَغلَطِه یا سَفسَطِه آوردن دلیل اشتباه یا غیرمجاز برای استدلال است که از نظر علم منطق به یکی از دلایل زیر نادرست باشد:
- نخست آنکه دست‌کم یکی از مقدمات گزاره نادرست باشد؛
- دوم آنکه مقدمات گزاره، متضمن نتیجهٔ گزاره نباشد.

مغالطه جزئی از برهان است که به‌طور قابل اثباتی در منطق آن ایراد وجود دارد و بنابراین کلِ برهان را نامعتبر می‌سازد. مغالطه ممکن است برای وارونه کردنِ حقیقت(ها) به کار رود.
مغالطه‌گر کسی است که از روی استدلال نادرست به یک نتیجهٔ درست یا نادرست رسیده‌است و ممکن است آن نتیجه را برای نتیجه‌گیری‌های دیگری هم به کار گیرد. خلاصهٔ تعریف مغالطه – که از واژه عربی غلط مشتق شده‌است – استدلالی است که در آن فساد معنوی وجود داشته باشد، و تفاوت مغلطه‌گر با سفسطه‌گر در آن است که اولی نادانسته مرتکب اظهار برهان مبتلا به انحراف می‌شود و دومی دانسته و برپایهٔ اصول تغلیط به سوی استنتاج منطبق با مقصود خود می‌گراید.

## تاریخچه
واژه سفسطه (Sophisme)، ارتباط ریشه‌ای با سوفسطائی (Sophistēs) دارد که خود، از ریشه سوفوس (Sophos)، مشتق شده‌است که در زبان یونانی، به معنی خرَد، دانایی و فرزانگی است.
سوفسطائی-که معرّب سوفیست است (کسی است که با دانش و خرد و فرزانگی سر و کار دارد)-از نظر لغوی، همان معنی را می‌دهد که از واژه فیلسوف اراده می‌شود یعنی کسی که به مباحث عقلی می‌پردازد و تفلسف (Philosophize، فلسفه ورزی) می‌کند.
اینکه امروزه سوفسطائی یا سوفیست بودن را با فیلسوف بودن یکی نمی‌دانند علتی تاریخی دارد؛ اینان از شهری به شهر دیگر می‌رفتند و جوانان را دور خود جمع کرده و در ازای حق‌الزَّحمه به تدریس می‌پرداختند. سوفسطائیان خطابت و جدل و دیگر فنونی را که برای موفقیت‌های اجتماعی و سیاسی لازم بود، به شاگردانشان می‌آموختند.
اما به‌تدریج، بر اثر افراط برخی از این آموزگاران، این واژه معنای دیگری پیدا کرد. آن‌ها به حقانیت و صدق و کذب ادعا کاری نداشتند؛ بلکه تنها می‌خواستند به شاگردانشان آموزش دهند که چطور باید در مناظره‌ها به هر صورت ممکن، حریف را مغلوب کرد بدون آنکه لزوماً حق با آن‌ها باشد.

## گونه‌های رایج مغالطه
در استدلال‌های منطقی مغالطه‌ها ساختاری یا ناساختاری می‌باشند. از آن جایی که درستی یک استدلال قیاسی به شکل آن بستگی دارد، مغالطهٔ ساختاری استدلال قیاسی‌ای است که شکل باطلی دارد در حالی که یک مغالطهٔ ناساختاری هر استدلال نادرستی است که کاستی و عیب آن در شکل استدلال نیست و با نگاه کردن به محتویات آن‌ها می‌توان آن‌ها را شناسایی کرد.
از زمان ارسطو مغالطه‌های بی‌قاعده به‌طور کلی بسته به منشأ مغالطه در دسته‌های گوناگونی طبقه‌بندی می‌شوند. رایج‌ترین اشکال مغالطه در سخنرانی‌های سیاسی آشکار می‌شود.
تشخیص مغالطه در استدلال‌های حقیقی ممکن است مشکل باشد؛ زیرا این استدلال‌ها غالباً در ساختارهای خود از الگوهای بدیع و فصیحی استفاده می‌کنند که اتصالات منطقی در بین اظهارات آن‌ها مبهم و نامفهوم می‌شود. همچنین ممکن است مغالطه‌ها از ضعف احساسی یا عقلانی طرف بحث بهره ببرند. داشتن توانمندی تشخیص مغالطه‌های منطقی در استدلال‌ها، احتمال وقوع چنین امری را کاهش می‌دهد.
نظریهٔ مناظره معبر متفاوتی را برای فهم و طبقه‌بندی مغالطه‌ها فراهم کرده‌است. از این معبر یک استدلال هم چون قراردادی انفعالی میان افرادی که برای حل‌کردن یک ناسازگاری تلاش می‌کنند، نگریسته می‌شود. قرارداد براساس قوانین خاص فعل و انفعالات تنظیم شده‌است و تخطی از این قوانین مغالطه‌ها هستند. بسیاری از مغالطه‌هایی که در زیر آمده‌اند در صورتی که به آن‌ها از این منظر بنگریم، بهتر فهمیده خواهند شد.
چند گونه از مغالطات رایج:
- تعمیم ناروا: تعمیم ناروا در واقع نوعی از استقرای ناقص است که با آن کسی از چند نمونه محدود یا غیرمتعارف، حکمی کلی صادر می‌کند؛ در حالی که آن نمونه‌ها کم یا نامتناسب هستند. نمونه: «در یکی از کشورهای اروپایی، روزنامه‌نگاری از یک سیاستمدار دربارهٔ میزان محبوبیت او پرسید. وی در پاسخ گفت: محبوبیت من در بین ملت از همهٔ رقیبانم بیشتر است؛ زیرا در یک نظرخواهی که به تازگی در این کارخانه به عمل آمده، ۶۸ درصد کارگران به من رأی داده‌اند و بقیهٔ آنان به دیگران»
- نادیده گرفتن استثنائات: عمومیتی ایجاد می‌کند که مغایر با استثنائات است. نمونه: مجروح کردن مردم یک جنایت است. جراحان مردم را مجروح می‌کنند. در نتیجه جراحان جنایتکارند.
- آوردن جملات دوپهلو و مبهم: در این مغالطه، ساختار جمله به شیوه‌ای است که بیش از یک معنا بر آن متصور است. علل دوپهلو بودن جملات و ابهام در ساختار آن‌ها متعدد است. مهم‌ترین آن‌ها مثال ابهام مرجع ضمیر است.
- ابهام مرجع ضمیر: نمونه: «گویند فرمان‌روای ستمگری، مردی را دستگیر کرد و فرمان مرگ او را صادر کرد. پس از آن به او گفت: اگر در میان مردم، بر سر منبر، فلان شخصیت محبوب مردم را لعن کنی، تو را آزاد خواهم ساخت. روز معین آن مرد مبارز بر فراز منبر رفت و گفت: ای مردم، فرمان‌روای شما از من خواسته‌است که فلان شخصیت را لعنت کنم؛ پس لعنت خدا بر او باد». این عبارتی دو پهلوست زیرا تصریح نشده‌است که مرجع ضمیر فرمان‌رواست یا شخصیت محبوب.
- تمثیل ناروا: در بیشتر تمثیل‌ها وجه مشابهت دو پدیده ذکر نمی‌شود و استنباط آن بر عهده مخاطب گذاشته می‌شود. نمونه: «دولت هم مانند یک خانواده نمی‌تواند بیشتر از درآمدش خرج کند»؛ اما این تشابه درست نیست، زیرا دولت تسلطی بر سیستم اقتصادی خود دارد که خانواده چنان تسلطی ندارد و مثلاً می‌تواند نرخ سود قرض‌هایش را در یک سیاست پولی تغییر دهد، اسکناس چاپ کند و…
- تصدیق تالی: نتیجه‌ای از فرض گرفته می‌شود که بنا بر منطق قابل گرفتن نیست؛ یعنی از اینکه P نتیجه می‌دهد Q نتیجه بگیریم که Q آنگاه P. نمونه: اگر به بیماری آنفلوانزا مبتلا باشید آنگاه گلودرد خواهید داشت. حال اگر بگویید: «من گلو درد دارم، پس به بیماری آنفلوانزا مبتلا هستم،» مغالطه کرده‌اید زیرا بیماری‌های دیگر هم می‌تواند منجر به گلودرد شود.
- انکار مقدم: از درستی P آنگاه Q نتیجه بگیرید که اگر P برقرار نباشد Q نیز برقرار نیست؛ مثلاً: اگر من در انتخابات آمریکا شرکت کنم آنگاه یک شهروند آمریکایی هستم. من در انتخابات آمریکا شرکت نمی‌کنم، بنابراین من یک شهروند آمریکایی نیستم. در حالی که یک شهروند آمریکایی می‌تواند انتخاب کند که رأی بدهد یا نه.
- استنتاج باطل از حق: از روش‌های بسیار رایج مغالطه‌است. در این روش، گوینده نخست مطلب درستی را می‌گوید و سپس از آن نتیجه نادرست می‌گیرد.
- انتشار خبر دروغ در سطح وسیع: دروغ مغالطه و عامل لغزش اندیشه است؛ نادرستی مقدمات استدلال باعث عدم اعتبار کل استدلال می‌شود. پیامد دروغ، گمراهی شنونده یا خواننده‌است. انتشار خبر دروغ به نحوی صورت می‌گیرد که هزینه‌های بسیاری را صرف تبلیغات و شایعات دروغ می‌نمایند.
- تحلیل نادرست پدیده‌ها: در جامعه پدیده‌های گوناگون وجود دارد. ممکن است کسی پدیده‌ای را نتیجهٔ فلان پدیدهٔ دیگر معرفی کند، در صورتی که در واقع چنین نباشد؛ مثلاً ممکن است افزایش خودکشی یا طلاق یا قاچاق یا دزدی یا بزهکاری را به عوامل اقتصادی مربوط کند؛ درحالی‌که عوامل بسیار دیگری نیز هستند.
- معنی عبارت برخلاف مراد گوینده (تفسیر نادرست): این مغالطه هم بسیار شایع است و بدین صورت است که مطلبی از کتاب نویسنده‌ای یا شعری از شاعران را مطابق گرایش باطنی خود، معنی می‌کند و همهٔ معانی و تفاسیر دیگر را نفی می‌کند.
- استدلال از سکوت: مغلطه استدلال از سکوت همان‌طور که از نامش پیداست ارتباط مستقیمی با سکوت دارد. این مغلطه زمانی انجام می‌گیرد که فردی سکوت فرد یا افراد دیگر را شواهدی کافی برای نتیجه گرفتن گزاره (منطق) یا گزاره‌هایی قطعی قرار دهد، در حالی که لزوماً ارتباط منطقی بین آن سکوت و نتایج ادعا شده وجود ندارد. نمونه: اگر پرهام نقاش چیره‌دستی بود احتمالاً به ما می‌گفت، چون چنین چیزی به ما نگفته پس قطعاً نقاش چیره‌دستی نیست.
- تکذیب یا تخطئه گوینده: در این مغالطه شخص به جای این که به محتوای سخن بپردازد، به تکذیب و تخطئه گوینده و خاستگاه آن می‌پردازد. منشأ این مغالطه این تصور نادرست است که: «امکان ندارد یک عقیده صحیح و مستدل از سوی کسی که دارای موقعیت مناسب علمی و اجتماعی و… نیست، ارائه شود.» مانند این که فردی شما را نصیحت می‌کند اما برای مثال معتاد است و شما اولین چیزی که بیان می‌کنید اینست که خود را ابتدا تغییر بده، نه اینکه مرا نصیحت کن.
- مغالطه‌های آماری: این مغالطه در مسایل سیاسی و اجتماعی و اقتصادی بسیار رایج است و از شیوه‌های بسیار متداول تبلیغاتی است.
- مصادره به مطلوب: این مغالطه وقتی رخ می‌دهد که کسی نتیجه استدلال مطلوب را که باید اثبات شود، اثبات‌شده بداند، به عبارت دیگر، در مقدمات استدلال از همان نتیجه‌ای که در صدد اثبات آن است، استفاده کند. نمونه: مولیر در یکی از نمایشنامه‌های خود در مورد دختری که خود را به لالی زده بود، می‌نویسد: پزشکی را برای مداوای او به بالینش آوردند، از او پرسیدند: «چرا این دختر لال شده‌است؟» پزشک گفت: «برای این که نمی‌تواند سخن بگوید.» از او پرسیدند «چرا نمی‌تواند سخن بگوید؟» جواب داد: «برای این که زبان او قدرت عمل را از دست داده‌است.»
- اهمال در شرایط قیاس: اهمال در شرایط قیاس آن است که شرایط استنتاج و قواعد استنتاج را رعایت نکنند و مثلاً از ضروب عقیم، نتیجه بگیرند یا جایی که نتیجهٔ قیاس جزئی است، نتیجهٔ کلی استنتاج کنند. همچنین است رعایت‌نکردن شرایط حد وسط که قیاس سفسطی تولید می‌کند.

نمونه ۱: ماست از شیر است؛ شیر برای اسهال مضر است؛ پس ماست برای اسهال مضر است.
نمونه ۲:فردی استدلال می‌کند:
1. پنیر، غذاست.
2. غذا خوشمزه‌است.
3. بنابراین پنیر خوشمزه‌است.

او در این استدلال ادعا می‌کند که ثابت کرده‌است که پنیر خوشمزه‌است. این استدلال خاص به شکل قیاس مطلق است. هر استدلالی باید هم فرض مقدم داشته باشد و هم نتیجه‌گیری. در این نمونه ما نیاز داریم که فرض‌های مقدم (فرض‌هایی که استدلال‌کننده انتظار دارد مخاطبش درستی آن‌ها را بپذیرد) را مشخص کنیم. فرض نخست تقریباً بنا به تعریف درست است: پنیر یک مادهٔ غذایی قابل خوردن توسط انسان است. فرض دوم بنا به معنایش کمتر روشن است: از آن جایی که این برهان (منطق) شامل هیچ سوری نیست، می‌توان هر یک از معانی زیر را از آن برداشت نمود:
- همهٔ غذاها خوشمزه‌اند.
- بیشتر غذاها خوشمزه‌اند.
- به نظر من همهٔ غذاها خوشمزه‌اند.
- بعضی از غذاها خوشمزه‌اند.

در همهٔ حالات بالا به جز حالت اول فرض مقدم دوم برقرار نمی‌گردد. گوینده، ممکن است فرض کرده باشد که مخاطبش معتقد است که همهٔ غذاها خوشمزه‌اند، اگر مخاطب، چنین عقیده‌ای داشته باشد آن‌گاه استدلال گوینده، درست است؛ در این مثال باید مخاطب فرض شخص گوینده را تصدیق نماید؛ هر چند احتمال اینکه مخاطب معتقد باشد که برخی از غذاها بدمزه‌اند، بیشتر است. در این حالت نسبت به ابتدای امر برای گوینده، پیشرفتی حاصل نشده‌است؛ چرا که اکنون او باید ثابت کند که پنیر یک غذای خوشمزه و مقبول در سراسر جهان است که در حقیقت، شکل تغییر یافته‌ای از همان قضیهٔ اولیه است. بنا به نوع دیدگاه مخاطب، ممکن است که گوینده، مرتکب مغالطهٔ مصادره به مطلوب شده باشد.
- مغالطهٔ هم‌بستگی:

رویدادهایی از نوع الف که همیشه با رویدادهایی از نوع ب همراه هستند؛ پس رویداد نوع الف، علت رویداد نوع ب است. برای نمونه شخصی بگوید در تابستان آمار قتل زیاد می‌شود و همچنین آمار مصرف بستنی افزایش میابد، در نتیجه به‌علت افزایش مصرف بستنی است که قتل افزایش میابد دچار مغالطه همبستگی شده‌است، زیرا هر دوی این پدیده‌ها تحت تأثیر افزایش دما به وجود می‌آیند و هر دو محصول افزایش دما هستند.
این خطای استدلالی مغالطه «هم‌بستگی» نام دارد و معمولاً به خاطر هم‌زمان بودن دو پدیده رخ می‌دهد.

## مطالعه بیش‌تر
- عارف، رضا. مغالطه پژوهی نزد فیلسوفان مسلمان. انتشارات حکمت، ۱۳۸۹.